# Amy Lowell
Amy Lowell, född 9 februari 1874 i Brookline, Massachusetts, död 12 maj 1925, var en amerikansk författare.

## Biografi
Lowell var en av de ledande inom det tidiga 1900-talets amerikanska poesi. Med Sward blades and poppy seed (1914), sin första mera betydande diktsamling, anslöt hon sig till "The Imaginists", en riktning som betonade den kraftiga bildens och det enskilda färgstarka uttryckets betydelse som poetiskt verkningsmedel. Lowell hade dock en starkt personlig stil i sitt författarskap. Hennes dikter präglades av en stark känslighet för sinnesintryck om motsvarande sinne för ord, därutöver av intellektuell klarhet och behärskning. Lowell experimenterade mycket med fri vers och bidrog till utvecklingen av dess teknik. Bland hennes diktsamlingar märks Men, women and ghosts (1916), Can Grande's castle (1918) samt What's o'clock? (1925). Lowell var även verksam som föreläsare och kritiker med arbeten som Six French poets (1915), Tendencies in modern American poetry (1917) och John Keats (1925).